# Gour de Comborsin
Der Gour de Comborsin (schweizerdeutsch Gumseeli) ist ein Bergsee in der Gemeinde Rougemont im schweizerischen Kanton Waadt. Er liegt im Naturschutzgebiet La Pierreuse-Gummfluh im Regionalen Naturpark Gruyère Pays-d’Enhaut; Pierreuse-Gummfluh ist das grösste Schutzgebiet der Westschweiz.

## Namenkunde
Der erste Namensteil gour ist ein Gewässername. Er gibt die französische Schreibweise des romanischen, genauer: frankoprovenzalischen Dialektworts gòr wieder, das eine Sinterterrasse, eine feuchte Senke, ein Wasserloch oder einen Graben in einem Gewässer und ähnliche topografische Stellen bezeichnet und oft in Flur- und Gewässernamen vorkommt. Dem frankoprovenzalischen Flurnamen Comborsin entspricht die verdeutschte Form Orsiwang. Er ist eine Zusammensetzung aus dem Dialektwort combe und einem Personennamen und bedeutet Tal des Ursin, wurde aber auch als Bärengrube übersetzt. Der Name bezeichnet heute die Alpsiedlung Comborsin auf dem Bergrücken nordöstlich des Bergsees mit ihrer Weidelandschaft. Es ist dies die am südlichsten gelegene Alp der Gemeinde Rougemont.
In der Berglandschaft im Süden der Gemeinde Rougemont liegen, nur etwas mehr als einen Kilometer nördlich des Gour de Comborsin, noch weitere kleine Bergseen. Es ist eine Gruppe mit zwei grösseren und einem kleinen See, die gesamthaft als Les Gouilles bezeichnet werden. Dieses Wort lautet im Frankoprovenzalischen gòlye und bezeichnet in den Westschweizer Mundarten wie auch im Schweizer Regionalfranzösischen ein Sumpfloch, einen Weiher, ein Wasserloch oder eine Pfütze und ähnliches und kann auch als Synonym für gour/gòr dienen. In der Westschweiz kommen zahlreiche Flurnamen mit diesem Wort vor.

## Geografie
Der kleine See liegt auf der Höhe von 1716 Meter über Meer. Er hat noch eine Fläche von etwa 0,05 Hektar. Es gibt keinen Zufluss an der Oberfläche, denn der See liegt in einer langsam mit Geröll und Sand verlandenden Senke hinter einem natürlichen Geländeriegel. Der kleine Talkessel Combe du Gour de Comborsin liegt östlich der Gummfluh und der Pointe de la Videman. Im zerklüfteten Bergmassiv sind zwei Höhlen dokumentiert. Der Ausfluss aus dem Bergsee bildet die Nebenquelle des Wildbaches Ruisseau de Comborsin, dessen Hauptquelle mehr als 100 Meter höher in einer Landschaftskammer nördlich des Sees liegt. Der Bach fliesst in östlicher Richtung über eine Felsstufe und mündet nach etwas mehr als einem halben Kilometer in den Ruisseau de Comborsin, der das Tal Plan de Comborsin durchquert.
Nach anderthalb Kilometern überquert der Bach die Kantonsgrenze, die in diesem Abschnitt mit der Sprachgrenze zwischen der französischsprachigen Westschweiz und dem deutschsprachigen Kanton Bern zusammenfällt, und fliesst in der Gemeinde Saanen gegen Norden. Der Bach hat bei den alemannischsprachigen Bewohnern der Gegend den Namen Chalberhönibach, weil er die Weiler Chalberhöni passiert; dieser mundartliche Siedlungsname lautete früher Chalberhöhine. Acht Kilometer unterhalb des Bergsees von Comborsin/Orswiwang mündet der Bach in die Saane.
Der Bergsee befindet sich im Bereich der Waldgrenze; auf den Hängen südlich und nördlich des Sees liegen die höchsten Bäume im Bergtal.
Zum See führen mehrere Berg- und Wanderwege; zwei Pfade steigen durch das Comborsintal in die Höhe, ein dritter überquert im Süden den Trittlisattel und ein weiterer im Nordwesten des Sees den Col de la Videman, der den Namen vom Berg Videmanette hat, was früher deutsch Wildmannegg hiess.
Die Seengruppe Les Gouilles liegt nicht im Einzugsbereich des Chalberhönibachs, sondern hat einen eigenen Abfluss zur Saane.